# Konferenz der Hochschulen und Fachbereiche der Polizei

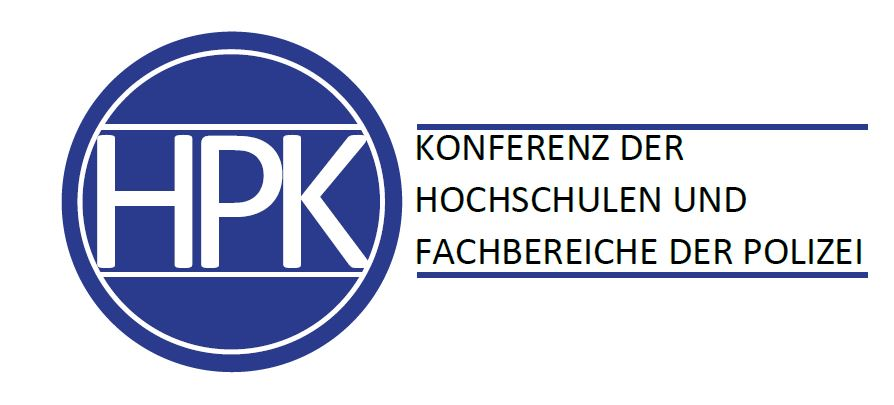
Logo der Konferenz der Hochschulen und Fachbereiche der Polizei

Die Konferenz der Hochschulen und Fachbereiche der Polizei (HPK) – bis 2015 Fachbereichsleiterkonferenz (FKB) – ist ein freiwilliger Zusammenschluss der Verantwortlichen akademischer Bildungseinrichtungen der Polizeien der Länder und des Bundes. Derzeit (2022) sind 19 Mitglieder aus den Hochschulen und vergleichbaren polizeilichen Bildungseinrichtungen der 16 Bundesländer und des Bundes in der HPK vertreten.
Die HPK versteht sich als Plattform zum Erfahrungs- und Informationsaustausch für Themen der Bildung und Forschung in der Polizei. Unter Berücksichtigung föderaler Besonderheiten befasst sich die HPK mit aktuellen Themen und Bedarfen der polizeilichen Praxis. Schwerpunkte bilden aktuell zudem die Förderung demokratischer Resilienz sowie die Herausforderungen digitalen Lernens und Lehrens auch unter dem Eindruck der Corona-Pandemie.

## Geschichte
Die Zusammenarbeit der für die polizeilichen Studiengänge verantwortlichen Personen begann bereits zu Beginn der 1980er Jahre im Rahmen von Fortbildungsveranstaltungen an der damaligen Polizei-Führungsakademie (heute DHPoL). In den ersten Jahren ging es vor allem darum, sich gegenseitig über die unterschiedlichen Strukturen und Curricula, über aktuelle Probleme und Entwicklungsperspektiven auszutauschen. Aus dem lockeren Netzwerk entwickelte sich seither ein eigenständiges Gremium, welches sich unabhängig vom Fortbildungsangebot der Polizei-Führungsakademie austauschte und schließlich vom 9. bis 12. Juni 1992 an der damaligen Fachhochschule der Polizei des Landes Baden-Württemberg (heute HfPolBW) in Villingen-Schwenningen erstmals offiziell als „Fachbereichsleiterkonferenz“ zusammenkam. Seither wurden etwa 60 Tagungen abgehalten.
Auf ihrer Frühjahrstagung 2015 in Güstrow benannte sich die Fachbereichsleiterkonferenz in „Konferenz der Hochschulen und Fachbereiche der Polizei (HPK)“ um. Hintergrund war, dass immer mehr polizeiliche Fachbereiche aus den Verwaltungs- und Fachhochschulen ausgegliedert und in eigenständige Polizei-(fach-)hochschulen umgewandelt wurden.

## Organisation
Der HPK gehören inzwischen die einen polizeilichen Studiengang ausweisenden Bildungseinrichtungen aller Bundesländer sowie die Hochschule des Bundes für öffentliche Verwaltung mit ihren Fachbereich Bundespolizei und Kriminalpolizei sowie die Deutsche Hochschule der Polizei an.
Im Kreise der HPK finden ein regelmäßiger fachlicher Austausch, gemeinsame Veranstaltungen zur thematischen Weiterbildung und gegenseitige fachliche Unterstützung statt. Das Netzwerk veranstaltet halbjährlich ihre Konferenzen.
Die Arbeit der HPK und ihre Sitzungen werden seit Herbst 2014 von einem zweiköpfigen Sprecherteam koordiniert. Derzeit bilden Michael Kock aus Schleswig-Holstein und Carsten Rose aus Niedersachsen das Sprecherteam.

## Aufgaben und Ziele
Die HPK sieht sich als Sprachrohr polizeilicher Bildungseinrichtungen innerhalb der deutschen Hochschullandschaft. Unter Berücksichtigung der Bedarfe und Herausforderungen der polizeilichen Praxis entwickelt die HPK Empfehlungen und Bildungsstandards.
Als Netzwerk und Plattform zum bundesweiten Austausch werden neben Fragen zu den Curricula und der Modularisierung unter anderem auch Themen wie Lehrverpflichtung, Qualitätssicherung, Akkreditierung, Personal- und Organisationsentwicklung sowie prüfungsrechtliche Fragestellungen im Zusammenhang mit den polizeibezogenen Studiengängen bewegt.

## Thematische Schwerpunkte

### Bologna-Prozess, Akkreditierung, Fachqualifikationsrahmen
Die Vorläuferorganisation der HPK („Fachbereichsleiterkonferenz“) hat sich bei der Harmonisierung der polizeilichen Ausbildung und Überführung in Bachelor-Studiengänge im Rahmen des Bologna-Prozesses in den frühen 2000er Jahren eingebracht. Nach Änderungen im Akkreditierungsrecht leitete die HPK 2018 einen internen Diskussionsprozess zur Profilschärfung polizeilicher Studiengänge ein. Sie entwickelte und verabschiedete daraus 2019 einen Fachqualifikationsrahmen (FQR) für die Bachelorstudiengänge der Polizei. Dieser dient auch dazu, in den Akkreditierungsverfahren den Gutachterkommissionen einen Rahmen an die Hand zu geben, der sie in die Lage versetzt, die Spezifika polizeibezogener Studiengänge zu erkennen und bei den Gutachten zu berücksichtigen.

### Politische Bildung und demokratische Resilienz
Die HPK versteht sich auch als Motor gesamtgesellschaftlicher Prozesse insbesondere zur Stärkung der demokratischen Resilienz innerhalb der Polizei und zur Bekämpfung demokratiefeindlicher Strömungen. Es besteht Konsens bei den polizeilichen Bildungseinrichtungen der Länder und des Bundes, dass der politischen Bildung der Auszubildenden und Studierenden ein noch höherer Stellenwert in den Berufsausbildungsplänen und Curricula beizumessen ist und „Haltung“ sowie „Bewusstseinsbildung“ dabei essenzielle Bausteine sind. So führte die HPK in Kooperation mit der Polizeiakademie Niedersachsen am 9. und 10. September 2021 den bundesweiten Kongress Netzwerk demokratische Polizei durch. Der Kongress bot einen Dialog zwischen Akteuren mit unterschiedlichen Zielsetzungen, so dass Argumente und Kritik ausgetauscht werden konnten. Es entstand ein Rahmen, in dem Forscher und Praktiker mit verschiedenen Erfahrungen und Sichtweisen zusammenkommen konnten, um über Möglichkeiten der Demokratiestärkung zu diskutieren und diese weiterzuentwickeln.

### Netzwerk DIDAktik
Um die didaktische Qualität der polizeilichen Studiengänge weiter zu stärken, initiierte die HPK 2016 ein deutschlandweites Netzwerk Lehrender in den polizeilichen Studiengängen. Das im gleichen Jahr konstituierte Netzwerk „DIDAktik“ tauscht sich regelmäßig zu spezifischen Themen der Aus- und Fortbildung aus und führt etwa zweimal jährlich eine Tagung durch. Hierbei werden Schwerpunkte wie E-Learning, Abschlussarbeiten, Verzahnung von polizeilicher Praxis und Bildung, Hybrides Lernen sowie Online-Lehre bearbeitet. Dem Netzwerk gehören bis auf Bayern alle Bundesländer sowie die Deutsche Hochschule der Polizei (DHPol) und die Hochschule des Bundes an.

## Mitgliedshochschulen
- Hochschule für Polizei und öffentliche Verwaltung Nordrhein-Westfalen
- Hochschule der Polizei Rheinland-Pfalz
- Fachhochschule für Verwaltung des Saarlandes
- Hochschule der Sächsischen Polizei
- Fachhochschule Polizei Sachsen-Anhalt
- Fachhochschule für Verwaltung und Dienstleistung Schleswig-Holstein
- Fachhochschule der Polizei des Landes Brandenburg
- Hochschule für öffentliche Verwaltung Bremen
- Akademie der Polizei Hamburg
- Hessische Hochschule für Polizei und Verwaltung
- Fachhochschule für öffentliche Verwaltung, Polizei und Rechtspflege des Landes Mecklenburg-Vorpommern
- Polizeiakademie Niedersachsen
- Deutsche Hochschule der Polizei
- Hochschule des Bundes, Fachbereiche Bundespolizei, Kriminalpolizei
- Hochschule für Polizei Baden-Württemberg
- Hochschule für den öffentlichen Dienst in Bayern, Fachbereich Polizei
- Hochschule für Wirtschaft und Recht Berlin
- Thüringer Fachhochschule für öffentliche Verwaltung, Fachbereich Polizei